# Curt Prina

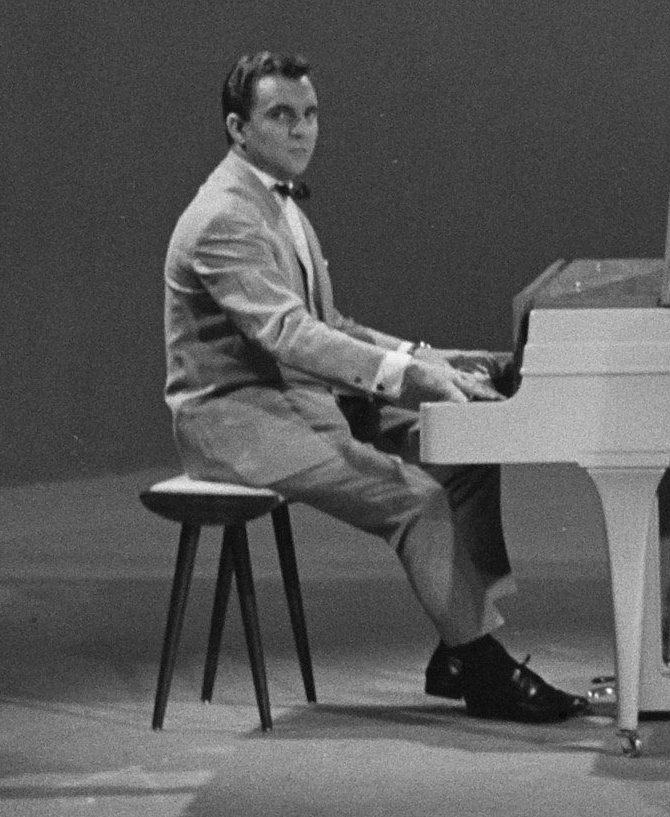
Curt Prina, 1961

Curt Prina (Zürich, 31 augustus 1928 - 18 mei 2018) was een Zwitserse muzikant in de jazz en amusementsmuziek. Hij speelde piano, orgel, vibrafoon, trompet en trombone en was componist en arrangeur. 
Prina was, toen hij 16 was, de jongste bigband-leider van Zwitserland. In 1946 ging hij met het orkest van Bob Huber voor een half jaar naar Spanje en in 1948 was hij als pianist en arrangeur actief in het sextet van Fred Böhler. Vanaf 1950 leidde hij een eigen jazzcombo met Paul Linder, Hazy Maag, Goodi Schaaf en Walter Schrempp. In deze groep speelde hij vooral vibrafoon. In 1952 werd Prina door Hazy Osterwald aangenomen als muzikant, componist en arrangeur. Hij werkte tot 1978 in Osterwald's sextet, hij trad er ook mee in het buitenland op en nam albums op. Daarnaast nam hij op met het kwartet van Dennis Armitage en als begeleider van Joe Turner. Sinds 1978 had hij een solocarrière als organist en speelde hij overal in de wereld. In 1980 toerde hij met Jimmy Smith.

## Discografie
- Hammondorgel - Faszination im Big Band Sound
- Das digitale Klangwunder
- Prina - 28 Top Orgel Hits
- Orgel Classics
- The Symphonic Power Organ of Curt Prina
- Tanzmusik für Millionen
- Zeit für Musik
- Return to Forever (met John Ward, drums), Drawbar-Sound Welthits "live" gespielt